# 구미시 (2000년 선거구)
구미시는 대한민국의 옛 국회의원 선거구이다. 당시 경상북도 구미시 지역을 관할했다.

## 역사
제16대 국회의원 선거를 앞두고 구미시 갑 선거구와 구미시 을 선거구가 통합되면서 신설되었다.
제17대 국회의원 선거를 앞두고 구미시 선거구가 갑, 을로 다시 분구됨에 따라 폐지되었다.

## 역대 국회의원
| 선거   | 정당 | 정당     | 의원   |
| ------ | ---- | -------- | ------ |
| 2000년 |      | 한나라당 | 김성조 |

## 역대 선거 결과

### 대한민국 제16대 국회의원 선거
|  | 41.69% |

|  | 32.07% |

|  | 11.39% |

|  | 4.67% |

|  | 4.09% |

|  | 3.75% |

|  | 2.30% |